# Degithina huttonii
Degithina huttonii là một loài tò vò trong họ Ichneumonidae.